# Lisl Tirsch-Kastner
Lisl Tirsch-Kastner (* 13. Februar 1894 in Wien; † 18. August 1984 in Berlin) war eine deutsch-österreichische Schauspielerin und Sängerin. Sie war mit dem beliebten Stummfilm-Schauspieler Bruno Kastner verheiratet.

## Leben
Lisl (auch Liesel oder Luise) Tirsch wurde als Aloisia Maria Dusek in Wien geboren. Sie war in der Spielzeit 1919/20 am Neuen Operettenhaus Berlin beschäftigt, in den Spielzeiten 1920/21 und 1921/22 am Corso-Theater in Zürich und 1922/23 am Berliner Theater. Wahrscheinlich war sie auch als Schauspielerin in Stummfilmen tätig. Genauer ließe sich ihre berufliche Laufbahn vor allem durch Recherchen an ihrem Nachlass klären, der sich in Privatbesitz befindet.
Seit ihrer Heirat 1925 war sie (nach Ida Wüst) die zweite Ehefrau des sehr bekannten Stummfilm-Schauspielers Bruno Kastner. Nach dessen Suizid 1932 arbeitete sie offenbar überwiegend am Rundfunk, nach dem Krieg vor allem für das Fernsehen. 1953 ist ihre Mitwirkung in Defraudanten von Alfred Polgar (Rolle: Ludmilla) im Berliner Hebbel-Theater nachweisbar. Sie spielte nach dem Krieg in Filmen wie Frucht ohne Liebe (1956) und Anders als Du und ich (1957).
Tirsch-Kastner wurde von namhaften Fotoateliers porträtiert, darunter René Ahrlé und Dührkoop.

## Hörspiele (Auswahl)
- 1952: Noël Coward: Gefallene Engel (Fallen Angels, Theaterstück) – Regie: Peter Thomas (RIAS Berlin)
- 1960: Umberto Morucchio: Der schönste Tag (Colomba) – Regie: Rolf Purucker (RIAS Berlin)
- 1961: Thierry: Pension Spreewitz (Der anonyme Brief, Folge 81, Erstsendung 4. Februar 1961) (Frau Wagner) – Regie: Ivo Veit (RIAS Berlin)[2]
- 1964: Ernst Kein: Der Pauker (Wolfs Mutter) – Regie: Curt Goetz-Pflug (SFB)
- 1967: Alice Berend: Die Bräutigame der Babette Bomberling. Damals war’s – Geschichten aus dem alten Berlin (Polnische Baronin Pryczsbitzky-Ratzoska, Heiratsvermittlerin) (Geschichte Nr. 7 in 10 Folgen) – Regie: Ivo Veit (RIAS Berlin)[3]